# Celin Stöhr
Celin Stöhr (* 22. November 1993 in Rottweil) ist eine deutsche Volleyballspielerin.

## Karriere
Stöhr begann ihre Karriere 2006 beim TSV Rottweil. Von dort wechselte sie zum TV Neukirch. 2009 kam die Mittelblockerin zum TV Villingen. Mit einem Doppelspielrecht kam sie außerdem beim VC Stuttgart zum Einsatz. Im nächsten Jahr ging die Junioren-Nationalspielerin zum Nachwuchsteam VC Olympia Berlin, mit dem sie in der Saison 2011/12 in der Bundesliga spielte. Danach wechselte Stöhr zum Ligakonkurrenten Rote Raben Vilsbiburg, mit dem sie 2014 den DVV-Pokal die deutsche Vizemeisterschaft gewann. 2015 wechselte sie zum 1. VC Wiesbaden und 2016 zum Köpenicker SC. Nach dem Rückzug der Köpenicker aus der Bundesliga wechselte Stöhr 2017 zum Zweitligisten NawaRo Straubing.